# 테디 루치치
테디 마르크 시메 루치치(스웨덴어: Teddy Mark Šime Lučić ˈtɛ̌dːʏ ˈlʊ̌tːɕɪtɕ[*], 1973년 4월 15일, 베스트라예탈란드 주 예테보리 ~)는 스웨덴의 전직 축구 선수이자 감독이다. 그는 현역 시절 중앙 수비수로 활동했다. 루치치는 1995년에 스웨덴 국가대표팀 신고식을 치른 뒤 3번의 월드컵(1994년, 2002년, 그리고 2006년)과 2번의 유럽 선수권 대회(2000년과 2004년)에 참가했고, 도합 86번의 경기에 출전했다.

## 유년기
1973년 4월 15일, 루치치는 예테보리의 비쇼프스고르덴 구에서 크로아티아인 부친 크레시미르 루치치와 핀란드인 모친 아니스 사이에서 출생했다. 그의 부친 크레시미르도 축구에 종사했다. 1966년, 크레시미르는 스웨덴으로 이주해 축구를 계속했다. 1971년, 그의 부친은 할름스타드의 제의를 받았지만, 당시 27세였던 그는 자신이 너무 늙었다 생각하여 제안을 거절했다. 루치치 가문은 스웨덴에 남았지만, 크로아티아와 핀란드를 자주 방문하기도 했다.
유년 시절, 루치치는 체육 시설이 완비된 헤켄에서 500m밖에 떨어져 있지 않은 히싱엔의 뷰르슬레트 학교를 다녔다. 부모의 국적에 따라 루치치는 스웨덴이 아닌 유고슬라비아 여권을 갖고 있었는데, 그로 인해 스웨덴 청소년 국가대표팀에서 뛰지 못했다.

## 클럽 경력

### 초창기
그는 18세에 룬뷔에서 축구를 시작해 측면 수비수로서 44번의 스웨덴 리그에 출전해 10골을 득점했다. 그는 1993년에 베스트라 프뢸룬다로 이적해 2년 동안 68번의 경기에 출전했다. 1996년, 그는 예테보리로 이적해 1년차에 스웨덴 리그 정상에 올랐다.

### 볼로냐
루치치는 1998년에 예테보리를 떠나 이탈리아로 건너갔다. 그러나, 그는 새 보금자리에서 많은 기회를 잡지 못했고, 2년 동안 세리에 A에서 9번의 리그 경기에 출전하는데 그쳤다.

### AIK
2000년, 루치치는 AIK와 계약하며 스웨덴 무대에 복귀했다. 그는 58번의 경기에 출전해 4번 골망을 흔들었다. 그는 2003년에 독일로 건너가기 위해 구단을 떠났다.

### 리즈 유나이티드 임대
루치치는 AIK에서 3년을 보내는 중 3년차에 잉글랜드의 리즈 유나이티드로 2002년에 임대되었다. 그는 잉글랜드 무대에서 17번의 경기에 출전해 1골을 득점했는데, 2003년 1월에 벌어진 첼시와의 경기는 2-3 패배로 끝났다. 그의 임대 계약은 리즈가 완전 영입을 포기하면서 2003년에 종료되었다. AIK는 여러 구단에 루치치의 이적을 제안했다.

### 레버쿠젠
루치치는 2003년 5월에 리즈에서 바로 레버쿠젠으로 갔다. 그는 2003-04 시즌 리그에서 큰 인상을 남기지 못하며 주전으로 도약하지 못했고, 2004년 12월에 스웨덴으로 떠날 때까지 11경기 출전하는데 그쳤다.

### 스웨덴 무대 복귀
루치치는 다시 스웨덴으로 복귀해 헤켄과 계약하여 70경기 출전, 8골을 기록했다. 2008년, 루치치는 엘프스보리로 8번째 이적을 감행했는데, 그는 현역 말년까지 주전으로 활동했다. 2010년 11월 7일, 엘프스보리의 시즌 최종전 후, 루치치는 공식으로 현역 은퇴를 선언했다.

## 국가대표팀 경력
루치치는 스웨덴 국가대표팀 경기에 86번 출전했는데, 대체로 측면 수비를 맡았다. 그는 1995년 6월에 브라질전에서 국가대표팀 신고식을 치렀다.
2004년을 기점으로, 루치치는 중앙 수비수로 전향했으며, 유로 2004와 2002년과 2006년 월드컵에 출전(1994년 대회에도 선수단에 이름을 올렸지만, 얀 에릭손을 대신해 이름을 올리는 데 그쳤다)했다. 2006년 월드컵의 독일과의 경기는 스웨덴이 그 대회에 치른 마지막 경기였는데, 35분 만에 브라질인 주심 카를루스 에우제니우 시몽은 루치치에게 비신사적인 반칙으로 경고 누적으로 퇴장을 명령했다.

## 사생활
다문화 가정 출신인 루치치는 핀란드계 모친과 크로아티아계 부친을 두고 있어 부모의 모국 국가대표팀을 선택할 수도 있었다. 그는 크로아티아어도 유창히 하며 약간의 핀란드어를 할 줄 안다. 그는 핀란드 라펜란타에 여름 별장을 두고 있고, 라펜란타 연고의 축구단 라쿠나트와 아이스하키단 사이만 팔로를 지지한다.

## 경력 통계

### 클럽
출처:
| 구단                   | 구단     | 구단         | 리그 | 리그 | 컵            | 컵            | 리그컵       | 리그컵       | 대륙 | 대륙 | 합계 | 합계 |
| 구단명                 | 시즌     | 리그명       | 출장 | 골   | 출장          | 골            | 출장         | 골           | 출장 | 골   | 출장 | 골   |
| 스웨덴                 | 스웨덴   | 스웨덴       | 리그 | 리그 | 스벤스카 쿠펜 | 스벤스카 쿠펜 | 리그 컵      | 리그 컵      | 유럽 | 유럽 | 합계 | 합계 |
| ---------------------- | -------- | ------------ | ---- | ---- | ------------- | ------------- | ------------ | ------------ | ---- | ---- | ---- | ---- |
| 룬뷔                   | 1989     | 3부 리그     | 1    | 0    |               |               |              |              |      |      |      |      |
| 룬뷔                   | 1990     | 4부 리그     | 18   | 3    |               |               |              |              |      |      |      |      |
| 룬뷔                   | 1991     | 3부 리그     | 22   | 3    |               |               |              |              |      |      |      |      |
| 룬뷔                   | 1992     | 4부 리그     | 22   | 7    |               |               |              |              |      |      |      |      |
| 베스트라 프뢸룬다      | 1993     | 알스벤스칸   | 17   | 0    |               |               |              |              |      |      |      |      |
| 베스트라 프뢸룬다      | 1994     | 알스벤스칸   | 25   | 0    |               |               |              |              |      |      |      |      |
| 베스트라 프뢸룬다      | 1995     | 알스벤스칸   | 26   | 0    |               |               |              |              |      |      |      |      |
| 예테보리               | 1996     | 알스벤스칸   | 24   | 0    |               |               |              |              |      |      |      |      |
| 예테보리               | 1997     | 알스벤스칸   | 11   | 2    |               |               |              |              |      |      |      |      |
| 예테보리               | 1998     | 알스벤스칸   | 23   | 0    |               |               |              |              |      |      |      |      |
| 이탈리아               | 이탈리아 | 이탈리아     | 리그 | 리그 | 코파 이탈리아 | 코파 이탈리아 | 리그 컵      | 리그 컵      | 유럽 | 유럽 | 합계 | 합계 |
| 볼로냐                 | 1998–99  | 세리에 A     | 8    | 0    |               |               |              |              |      |      |      |      |
| 볼로냐                 | 1999–00  | 세리에 A     | 1    | 0    |               |               |              |              |      |      |      |      |
| 스웨덴                 | 스웨덴   | 스웨덴       | 리그 | 리그 | 스벤스카 쿠펜 | 스벤스카 쿠펜 | 리그 컵      | 리그 컵      | 유럽 | 유럽 | 합계 | 합계 |
| AIK                    | 2000     | 알스벤스칸   | 22   | 3    |               |               |              |              |      |      |      |      |
| AIK                    | 2001     | 알스벤스칸   | 20   | 0    |               |               |              |              |      |      |      |      |
| AIK                    | 2002     | 알스벤스칸   | 16   | 1    |               |               |              |              |      |      |      |      |
| 잉글랜드               | 잉글랜드 | 잉글랜드     | 리그 | 리그 | FA컵          | FA컵          | 리그컵       | 리그컵       | 유럽 | 유럽 | 합계 | 합계 |
| 리즈 유나이티드 (임대) | 2002–03  | 프리미어리그 | 17   | 1    |               |               |              |              |      |      |      |      |
| 독일                   | 독일     | 독일         | 리그 | 리그 | DFB-포칼      | DFB-포칼      | DFL-리가포칼 | DFL-리가포칼 | 유럽 | 유럽 | 합계 | 합계 |
| 레버쿠젠               | 2003–04  | 분데스리가   | 11   | 0    |               |               |              |              |      |      |      |      |
| 레버쿠젠               | 2004–05  | 분데스리가   | 0    | 0    |               |               |              |              |      |      |      |      |
| 스웨덴                 | 스웨덴   | 스웨덴       | 리그 | 리그 | 스벤스카 쿠펜 | 스벤스카 쿠펜 | 리그 컵      | 리그 컵      | 유럽 | 유럽 | 합계 | 합계 |
| 헤켄                   | 2005     | 알스벤스칸   | 21   | 1    |               |               |              |              |      |      |      |      |
| 헤켄                   | 2006     | 알스벤스칸   | 25   | 6    |               |               |              |              |      |      |      |      |
| 헤켄                   | 2007     | 수페레탄     | 24   | 1    |               |               |              |              |      |      |      |      |
| 엘프스보리             | 2008     | 알스벤스칸   | 29   | 2    |               |               |              |              |      |      |      |      |
| 엘프스보리             | 2009     | 알스벤스칸   | 25   | 1    |               |               |              |              |      |      |      |      |
| 엘프스보리             | 2010     | 알스벤스칸   | 12   | 0    |               |               |              |              |      |      |      |      |
| 스웨덴                 | 스웨덴   | 스웨덴       | 383  | 30   |               |               |              |              |      |      |      |      |
| 이탈리아               | 이탈리아 | 이탈리아     | 9    | 0    |               |               |              |              |      |      |      |      |
| 잉글랜드               | 잉글랜드 | 잉글랜드     | 17   | 1    |               |               |              |              |      |      |      |      |
| 독일                   | 독일     | 독일         | 11   | 0    |               |               |              |              |      |      |      |      |
| 합계                   | 합계     | 합계         | 320  | 31   |               |               |              |              |      |      |      |      |

### 국가대표팀
| 국가대표팀 | 연도 | 출장 | 골 |
| ---------- | ---- | ---- | -- |
| 스웨덴     | 1995 | 5    | 0  |
| 스웨덴     | 1996 | 5    | 0  |
| 스웨덴     | 1997 | 4    | 0  |
| 스웨덴     | 1998 | 6    | 0  |
| 스웨덴     | 1999 | 6    | 0  |
| 스웨덴     | 2000 | 6    | 0  |
| 스웨덴     | 2001 | 7    | 0  |
| 스웨덴     | 2002 | 9    | 0  |
| 스웨덴     | 2003 | 8    | 0  |
| 스웨덴     | 2004 | 11   | 0  |
| 스웨덴     | 2005 | 11   | 0  |
| 스웨덴     | 2006 | 8    | 0  |
| 합계       | 합계 | 86   | 0  |

## 수상
예테보리
- 알스벤스칸: 1996

스웨덴
- 월드컵 3위: 1994